# Fuga per la libertà - L'aviatore
Fuga per la libertà - L'aviatore è un film televisivo del 2008, diretto da Carlo Carlei.
È stato trasmesso in prima tv da Canale 5 il 25 gennaio 2008.

## Trama
Ambientato a Genova dopo l'8 settembre 1943. Un famoso pilota di idrovolanti, Massimo Teglio, di origine ebrea, è amico di gerarchi come Italo Balbo. Ricercato dai nazisti, riesce a salvare un gruppo di ebrei.